# Carl Bennett (basket-ball)
Pour les articles homonymes, voir Carl Bennett et Bennett.
Carl Bennett, né le 7 décembre 1915, à Rockford, en Indiana et mort le 15 mai 2013, à Fort Wayne, en Indiana, est un ancien entraîneur et dirigeant américain de basket-ball.